# Kauaʻi

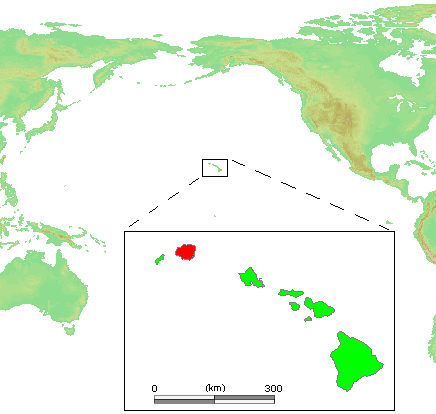
Kauaʻi na mapie świata

Kauaʻi (Kauai) – górzysta wyspa na Oceanie Spokojnym, należąca do archipelagu Hawaje oraz stanu o tej samej nazwie, w USA.
Ma powierzchnię 1,4 tys. km². Liczba mieszkańców to ok. 70 tys. Głównym miastem wyspy jest Līhuʻe. Ludność wyspy zajmuje się uprawą trzciny cukrowej, ananasów i ryżu.
Kauaʻi jest wyspą wulkaniczną oraz geologicznie pierwszą wyspą Hawajów. Góry z głębokimi dolinami, strome klify i wodospady (m.in. ʻŌpaekaʻa Falls) przyciągają co roku miliony turystów. Najwyższy szczyt wyspy jest jednocześnie jednym z najwilgotniejszych miejsc na Ziemi.

## Historia
Pierwszymi osadnikami na wyspie byli w roku 700 Polinezyjczycy. Przebyli oni 4000 km na dwukadłubowych kanoe. W XIX wieku zaczęli się osiedlać Amerykanie, Chińczycy, Filipińczycy, Japończycy oraz Europejczycy.
Jednym z badaczy wyspy był podróżnik James Cook, który przybył tu w 1778 roku, przywożąc ze sobą kozę. Na wyspie nastąpiło jej zadomowienie w stanie dzikim na terenach bagnistych i górskich. W górzystych rejonach zamieszkuje ptak z gatunku petrel hawajski (Pterodroma sandwichensis).

## Energia
W 1905 roku rozpoczęto budowę hydroelektrowni o mocy 2.4 MW (obecnie 2 turbiny o mocy 500 i 800 kW) na rzece Wainiha. Pod koniec XX wieku głównym paliwem dla istniejących siłowni cieplnych były odpady z plantacji trzciny cukrowej. Stopniowo wraz ze wzrostem zapotrzebowania na energię elektryczną rósł udział generatorów dieslowskich działających w oparciu o importowane paliwo.
Od 2002 roku energia elektryczna na wyspie jest dostarczana przez spółdzielnię energetyczną Kauaʻi Island Utility Cooperative (KIUC) zawiązaną celem przejęcia infrastruktury energoelektrycznej wyprzedawanej przez przebranżawiającą się firmę Citizens Utilities Company. 
W tamtym momencie koszty elektryczności dla mieszkańców były jednymi z najwyższych w USA. W roku przejęcia 12 generatorom o łącznej mocy 96,5 MW przydano gazową siłownie w układzie gazowo-parowym o mocy 27.5 MW.
W 2011 roku miał miejsce szczyt importu oleju napędowego na potrzeby generatorów prądu. Ich udział w wytwarzaniu sięgnął 92%. KIUC postawił sobie za cel obniżenie zależność od ruchliwych cen tego paliwa (wydatki roczne odpowiednio 69,3 i 83 mln USD w 2006 i 2007 roku) i zwiększenie udziału źródeł odnawialnych.
Do 2017 proporcje źródeł w generacji wyglądały następująco: 56% paliwa kopalne, 23% fotowoltaika, 9% elektrownie wodne, 12% biomasa. W 2019 udział źródeł kopalnych (gł. diesel) spadł do 47.2%, głównie za sprawą ogniw słonecznych, które osiągnęły poziom 32.5% wobec 10.5% hydroelektrowni i biomasy na poziomie 9.9%. W ciągu słonecznych dni zapotrzebowanie było niemal w całości (97%) pokrywane przy pomocy źródeł odnawialnych.
W marcu 2017 KIUC włączył do sieci zintegrowaną z farmą słoneczną wielkoskalową baterię firmy Tesla Power o mocy 13 MW i pojemności 52 MWh. W grudniu 2018 podłączono kolejne systemy bateryjne o mocy 20 MW i pojemności 100 MWh. W 2020 roku łączny udział odnawialnych źródeł energii sięgnął 67%. Do 2026 roku spodziewane jest osiągnięcie poziomu 90%. Wraz ze zmianami ceny energii spadły z 46 centów za kWh w 2011 do 32¢ w 2019.
Spółdzielnia zrzesza 33 tysiące członków, z czego 4 tys. firm.